# Андріївська сільська рада (Великоновосілківський район)
| Андріївська сільська рада — орган місцевого самоврядування у Великоновосілківському районі Донецької області з адміністративним центром у с. Андріївка. Сільській раді були підпорядковані населені пункти: - с. Андріївка - с. Петропавлівка - с. Слов'янка - с. Шевченко |

## Склад ради
Рада складалася з 16 депутатів та голови.

## Керівний склад сільської ради
| ПІБ                         | Основні відомості                                                         | Дата обрання | Дата звільнення |
| --------------------------- | ------------------------------------------------------------------------- | ------------ | --------------- |
| Хиргій Сергій Володимирович | Сільський голова, 1957 року народження, освіта, член Партії регіонів      | 26.03.2006   | 31.10.2010      |
| Кравченко Ганна Анатоліївна | Сільський голова, 1978 року народження, освіта вища, член Партії регіонів | 31.10.2010   |                 |

Примітка: таблиця складена за даними джерела